# Xã Fremont, Quận Fayette, Iowa
Xã Fremont (tiếng Anh: Fremont Township) là một xã thuộc quận Fayette, tiểu bang Iowa, Hoa Kỳ. Năm 2010, dân số của xã này là 560 người.